# Gettorf

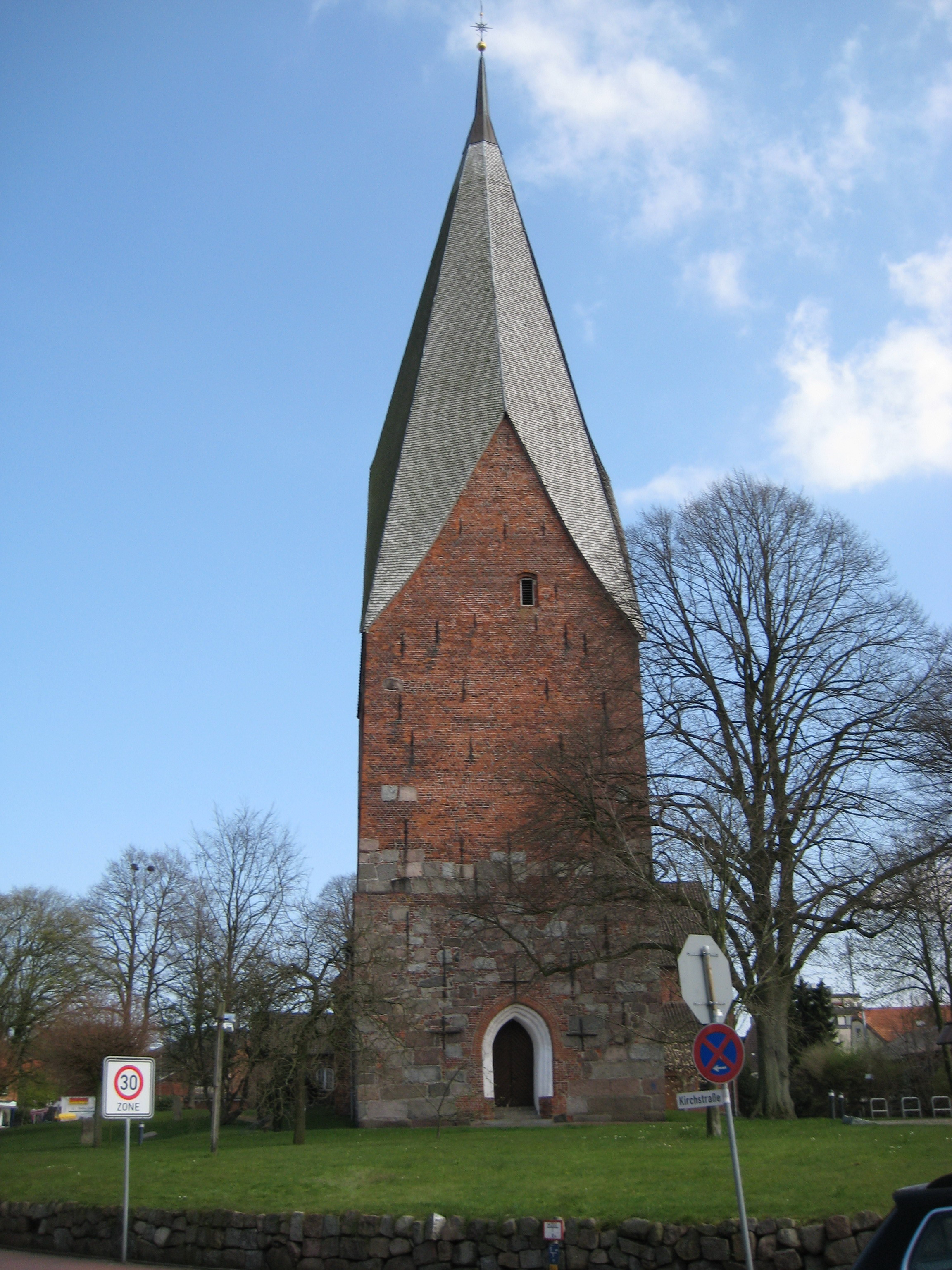
Turnul bisericii

Gettorf este o comună din landul Schleswig-Holstein, Germania.
1. ↑  Alle politisch selbständigen Gemeinden mit ausgewählten Merkmalen am 31.12.2018 (4. Quartal) (în germană), Statistisches Bundesamt[*], arhivat din original la 10 martie 2019, accesat în 10 martie 2019
2. ↑   https://www.statistik-nord.de/fileadmin/Dokumente/R%C3%A4umliche_Gliederung/Schleswig-Holstein/Gemeindeverzeichnis_SH_01012017_Internet.xls Lipsește sau este vid: |title= (ajutor)